# Gregoryella dimorpha
Gregoryella dimorpha is een rechtvleugelig insect uit de familie sabelsprinkhanen (Tettigoniidae). De wetenschappelijke naam van deze soort is voor het eerst geldig gepubliceerd in 1925 door Uvarov.